# Fulgencio Obelmejías
Fulgencio Obelmejías (San José de Río Chico, estado Miranda, 1 de enero de 1953) es un exboxeador y entrenador pugilístico venezolano que fue campeón mundial del peso supermediano mediante la corona de la Asociación Mundial de Boxeo durante los años 1988 y 1989.

## Biografía
A partir del año 1972, "Obel" como es conocido en su natal San José, hizo su primera pelea en el boxeo amateur a la edad de 19 años, donde disputó 37 combates de las cuales ganó 32, (22 por KO) y perdió 5 peleas.
Durante el año 1974, ingresó a la selección nacional de boxeo venezolano donde participó en tres Juegos Centroamericanos, logrando dos medallas de oro y una de plata. Además, fue subcampeón en el Torneo Cinturón de Oro en Rumania, medalla de bronce en el Córdoba Cardin de Cuba y asistió a unos Juegos Panamericanos y a los Juegos Olímpicos de Montreal, Canadá en el año de 1976.

### Carrera profesional
Comenzó su carrera profesional en la división de peso medio, subiendo al cuadrilátero el 30 de enero de 1977 para medirse con Franklin Suzarra en la ciudad de Caracas, al cual venció en el primer round por nocaut fulminante. Su segunda pelea fue igualmente contra Suzarra, pero este púgil nada pudo hacer contra Obelmejías quien lo volvió a noquear en el segundo asalto.
Buscando nuevos retos, se embarcó en una gira por México y el sur de California a finales del año 1977, logrando disputar en un lapso menor a un año, seis peleas de las cuales ganó por nocaut cinco y una por decisión. Sus contrincantes fueron Jesús Garza, Andre Beard, Rogelio Vera, Vicente Pinon, Abel Córdoba y Rudy Robles respectivamente.
Luego de pelear contra Robles en Tijuana, Obelmejías vuelve a Venezuela donde prosigue su racha victoriosa, logrando ganar seis combates por la vía del nocaut durante el año 1978. Los púgiles que se midieron contra Fulgencio fueron Rolando Martínez, José Anglada, Sandy Torres, Willie Warren, Johnny Heard y Kem Blackwell. Es importante mencionar que, luego de ganarle a Blackwell el 12 de noviembre de 1978 en una pelea disputada en Caracas, regresa a México para medirse ante Carlos Mark por el título regional de peso medio de la Federación Centroamericana de Boxeo (FECARBOX), donde vuelve a salir victorioso por nocaut técnico en el noveno asalto el 17 de diciembre de 1978. Dicha pelea lo incluye en el ranking de los diez mejores boxeadores en la división de peso medio del CMB.
Durante el año 1979, Fulgencio Obelmejías se enfrentó en nueve peleas, ganándolas todas por la vía del nocaut. Sus vencidos contrincantes fueron Ángel José Ortiz, Jamie Thomas, Luis Arias, Sammy Floyd, George Lee y "Sugar" Ray Phillips.
Abriendo el año 1980, el venezolano logra una de los mayores victorias de su carrera profesional, cuando se enfrenta al excampeón mundial del peso mediano júnior Elisha Obed, a quien vence en el tercer asalto por la vía del nocaut. Este enfrentamiento, sumado a los ocho siguientes que realizó en el año ochenta sin conocer la derrota, lo hizo acreedor número uno por el título mundial de peso medio del CMB.

### Duro Rival
Cuando su primera oportunidad de convertirse en campeón del mundo llegó el 17 de enero de 1981, muchos venezolanos tuvieron la fe que iba a coronarse en los dos títulos que se disputaban, el título de peso medio de la AMB y el título de peso medio del CMB y su registro en el momento (30-0 con 28 nocauts) impresionó a muchos fanáticos del boxeo. Sin embargo, Obelmejías perdió por primera vez ante el entonces campeón mundial Marvin "Maravilla" Hagler cuando este le propinó un nocaut técnico en el octavo asalto en una pelea escenificada en el desaparecido Boston Garden, otrora casa del equipo de baloncesto de la Asociación Nacional de Baloncesto de los Estados Unidos NBA, los Boston Celtics.

### Buscando la revancha
Los años 1981 y principios del 1982 fueron bastantes movidos para el boxeador venezolano, el cual se presentó en ocho peleas realizadas en Venezuela y en la cual salió victorioso en todas por nocaut. Los contrincantes noqueados fueron Norberto Rufino, Joe Gonsalves, Wayne Warker, el excampeón mundial del peso mediano Jr. Eddie Gazo así como también al futuro campeón del mundo, el surcoreano Chong-Pal Park. Igualmente conocieron la derrota los boxeadores Johnny Wise, Reyes Escalera y Willie Torres.
Lo anteriormente señalado hicieron llegar a Obelmejías como primer retador ante su más odiado contrincante, el campeón del mundo Marvin "Maravilla" Hagler. No obstante, el campeón mundial volvió a mandar a Obelmejías a la lona el 30 de octubre de 1982 en una pelea disputada en el Teatro Ariston de San Remo, Italia. Vale destacar que Obelmejías, enamorado del país italiano, se estableció allí por un lapso de tiempo.Es bueno citar lo que Obelmejias en la actualidad considera de Marvin Hagler:

"Creo que perdí ante un gran campeón, por algo se encuentra en el hall de la fama del boxeo mundial"

### En Europa
Durante los años 1983 y 1984, el púgil venezolano realizó ocho confrontaciones en suelo europeo (Italia, Francia y Mónaco) ganándolas todas. Tres de las mismas fueron por la vía del nocaut y cinco por decisión. Los contendientes vencidos fueron Raymond Gonzales, el luego campeón mundial Jeff Lampkin, Jerry Celestine, Jerry Celestine, Henry Sims, Arthel Lawhorne, César Abel Romero, Eric Winbush y Leon Taylor. A mediados del año 1985, Obelmejías se enfrentó a Clarence Osby. perdiendo por decisión en Italia.

### Semipesado y Título
Subiendo de categoría, el 30 de mayo de 1986, se convirtió en campeón latinoamericano del peso semipesado, cuando superó a Tomás Polo Ruiz por la vía de las tarjetas en una confrontación pautada a doce asaltos en la venezolana Isla de Margarita. Poco duró su reinado, ya que cinco meses después, el 16 de noviembre de 1986 el venezolano se mide con Leslie Stewart quien lo vence en el cuarto asalto por la vía del nocaut técnico en la isla de Trinidad y Tobago.
Obelmejías nuevamente se concentra en el peso supermediano, midiéndose con el norteamericano Chris Reid el 18 de agosto de 1987 el cual llegó a caer en seis oportunidades hasta que Fulgencio pudo noquearlo en el décimo asalto en una pelea escenificada en la ciudad de Nueva York. Este triunfo conllevó a que se le ofreciera la corona de la AMB del peso supermediano, el cual la obtuvo al ganarle a Chong-Pal Park por decisión el 23 de junio de 1988 en Corea del Sur. Con esa victoria, Obelmejias había cumplido su sueño de toda la vida, así como el sueño de sus fanes de convertirse en un campeón del mundo.
Un año después, el 28 de junio de 1989 en su primera defensa como monarca, el púgil venezolano sucumbe ante el retador surcoreano In-Chul Baek quien logra vencerlo en el undécimo asalto en Corea del Sur.

### Colgando los guantes
Fulgencio Obelmejías realizó tres peleas más durante los años 1991 y 1992 logrando vencer a sus oponentes Chris Nicolaou y Otata a través del nocaut. Igualmente venció a Eduardo Rodríguez por decisión en el Parque Naciones Unidas de Caracas. Es de hacer notar que con 38 años de edad, se acercaba a la edad reglamentaria de 40 años que establece Venezuela para jubilar a sus boxeadores, por lo que el mirandino tomó la decisión de retirarse.

## Registro profesional
| 52 Ganadas (41 KOs), 5 Derrotas, 0 Empates |        |                         |        |                 |            |                               |                                                          |
| Resultado                                  | Récord | Rival                   | Método | Asalto - Tiempo | Fecha      | Localización                  | Título                                                   |
| G                                          | 52-5   | Eduardo Rodríguez       | PTS    | 10              | 15-12-1992 | Caracas,Venezuela             |                                                          |
| G                                          | 51-5   | Otata                   | KO     | 3;(10)          | 18-12-1991 | Auckland,Nueva Zelanda        |                                                          |
| G                                          | 50-5   | Chris Nicolaou          | KO     | 6;(10)          | 29-09-1991 | Auckland,Nueva Zelanda        |                                                          |
| D                                          | 49-5   | Baek In-chul            | TKO    | 11;(12) 1:21    | 28-05-1989 | Suanbo,Corea del sur          | Pierde el título Mundial AMB del Peso supermediano       |
| G                                          | 49-4   | Park Chong-pal          | UD     | 12              | 23-05-1988 | Suanbo,Corea del sur          | Gana el título Mundial AMB del Peso supermediano         |
| G                                          | 48-4   | Chris Reid              | TKO    | 10, (10) 1:01   | 18-06-1987 | New York,EE. UU.              |                                                          |
| D                                          | 47-4   | Leslie Stewart          | TKO    | 4, (12)         | 30-05-1986 | Mucurapo,Trinidad y tobago    | Pierde el título AMB Fedelatin del Peso semipesado       |
| G                                          | 47-3   | Tomás Polo Ruiz         | PTS    | 12              | 30-05-1986 | Porlamar,Venezuela            | Gana el título AMB Fedelatin del Peso semipesado         |
| D                                          | 46-3   | Clarence Osby           | PTS    | 8               | 21-07-1985 | Campione d'Italia,Italia      |                                                          |
| G                                          | 46-2   | Leon Taylor             | KO     | 2, (10)         | 15-12-1984 | Catanzaro,Italia              |                                                          |
| G                                          | 45-2   | Eric Winbush            | PTS    | 8               | 22-09-1984 | Fontvieille,Mónaco            |                                                          |
| G                                          | 44-2   | César Abel Romero       | PTS    | 8               | 14-07-1984 | Fontvieille,Mónaco            |                                                          |
| G                                          | 43-2   | Arthel Lawhorn          | PTS    | 8               | 28-04-1984 | San Giuseppe Vesuviano,Italia |                                                          |
| G                                          | 42-2   | Henry Sims              | KO     | 4, (10)         | 23-03-1984 | Chiavari,Italia               |                                                          |
| G                                          | 41-2   | Jerry Celestine         | PTS    | 8               | 25-02-1984 | Paris,Francia                 |                                                          |
| G                                          | 40-2   | Jeff Lampkin            | PTS    | 8               | 14-12-1983 | Loano,Italia                  |                                                          |
| G                                          | 39-2   | Raymond Gonzales        | TKO    | 4,(10)          | 24-10-1983 | Saint-Vincent,Italia          |                                                          |
| D                                          | 38-2   | Marvin Hagler           | TKO    | 5,(15) 2:35     | 30-10-1982 | San Remo,Italia               | Pelea por los títulos mundiales CMB Y AMB del Peso medio |
| G                                          | 38-1   | Willie Torres           | TKO    | 8,(10)          | 09-08-1982 | Porlamar,Venezuela            |                                                          |
| G                                          | 37-1   | Reyes Escalera          | TKO    | 2,(10)          | 14-06-1982 | Barquisimeto,Venezuela        |                                                          |
| G                                          | 36-1   | Johnny Wise             | KO     | 2,(10)          | 15-02-1982 | Caracas,Venezuela             |                                                          |
| G                                          | 35-1   | Park Chong-pal          | KO     | 8,(10)          | 07-11-1981 | Caracas,Venezuela             |                                                          |
| G                                          | 34-1   | Eddie_Gazo Eddie Gazo   | KO     | 2,(10)          | 06-10-1981 | Caracas,Venezuela             |                                                          |
| G                                          | 33-1   | Wayne Barker            | TKO    | 2,(10)          | 31-08-1981 | Caracas,Venezuela             |                                                          |
| G                                          | 32-1   | Joe Gonsalves           | TKO    | 2,(10)          | 30-05-1981 | Caracas,Venezuela             |                                                          |
| G                                          | 31-1   | Norberto Cabrera        | KO     | 5,(10)          | 04-05-1981 | Caracas,Venezuela             |                                                          |
| D                                          | 30-1   | Marvin Hagler           | TKO    | 8,(15) 0:20     | 28-11-1980 | Boston,EE. UU.                | Pelea por los títulos mundiales CMB Y AMB del Peso medio |
| G                                          | 30-0   | James Waire             | TKO    | 3,(10) 2:40     | 28-11-1980 | Campione d'Italia,Italia      |                                                          |
| G                                          | 29-0   | Leroy Green Jr          | TKO    | 3,(10)          | 31-10-1980 | Roma,Italia                   |                                                          |
| G                                          | 28-0   | Fred Johnson            | TKO    | 3,(10)          | 10-09-1980 | San Remo,Italia               |                                                          |
| G                                          | 27-0   | Felton Marshall         | PTS    | 10              | 19-08-1980 | Caracas,Venezuela             |                                                          |
| G                                          | 26-0   | Clifford Wills          | TKO    | 3,(10)          | 30-06-1980 | Caracas,Venezuela             |                                                          |
| G                                          | 25-0   | Lamont Lovelady         | PTS    | 10              | 26-05-1980 | Caracas,Venezuela             |                                                          |
| G                                          | 24-0   | Walter Miranda          | KO     | 1, (10)         | 14-04-1980 | Caracas,Venezuela             |                                                          |
| G                                          | 23-0   | Abel Córdoba            | KO     | 2, (10)         | 01-04-1980 | Caracas,Venezuela             |                                                          |
| G                                          | 22-0   | Elisha_Obed Elisha Obed | TKO    | 3, (10)         | 03-03-1980 | Caracas,Venezuela             |                                                          |
| G                                          | 21-0   | Ray Phillips            | KO     | 4, (10)         | 17-12-1979 | Caracas,Venezuela             |                                                          |
| G                                          | 20-0   | George Lee              | TKO    | 1, (10)         | 26-10-1979 | Caracas,Venezuela             |                                                          |
| G                                          | 19-0   | Sammy Floyd             | TKO    | 10, (10)        | 16-09-1979 | Caracas,Venezuela             |                                                          |
| G                                          | 18-0   | Luis Arias              | KO     | 2, (12)         | 08-08-1979 | Caracas,Venezuela             | Retiene el título CMB del Peso medio                     |
| G                                          | 17-0   | Jamie Thomas            | KO     | 5, (10)         | 01-04-1979 | Caracas,Venezuela             |                                                          |
| G                                          | 16-0   | Angel Jose Ortiz        | KO     | 2, (10)         | 10-02-1979 | Caracas,Venezuela             |                                                          |
| G                                          | 15-0   | Carlos Marks            | TKO    | 9, (12)         | 17-12-1978 | Culiacán,México               | Gana el título CMB del Peso medio                        |
| G                                          | 14-0   | Ken Blackwell           | KO     | 3, (10)         | 12-11-1978 | Caracas,Venezuela             |                                                          |
| G                                          | 13-0   | Johnny Heard            | KO     | 7, (10)         | 17-09-1978 | Caracas,Venezuela             |                                                          |
| G                                          | 12-0   | Willie Warren           | RTD    | 9, (10)         | 30-07-1978 | Caracas,Venezuela             |                                                          |
| G                                          | 11-0   | Sandy Torres            | KO     | 4, (10)         | 15-07-1978 | Caracas,Venezuela             |                                                          |
| G                                          | 10-0   | Jose Anglada            | KO     | 1, (10)         | 04-06-1978 | Caracas,Venezuela             |                                                          |
| G                                          | 9-0    | Rolando Martinez        | TKO    | 1, (10)         | 30-04-1978 | Caracas,Venezuela             |                                                          |
| G                                          | 8-0    | Rudy Robles             | TKO    | 4, (10)         | 03-04-1978 | Tijuana,México                |                                                          |
| G                                          | 7-0    | Abel Córdoba            | PTS    | 10              | 27-02-1978 | Tuxtla Gutiérrez,México       |                                                          |
| G                                          | 6-0    | Vicente Pinon           | KO     | 2, (10)         | 04-02-1978 | Ciudad de México,México       |                                                          |
| G                                          | 5-0    | Rogelio Vera            | KO     | 2, (10)         | 17-12-1977 | Ciudad de México,México       |                                                          |
| G                                          | 4-0    | Andre Beard             | KO     | 2, (10) 1:50    | 18-11-1977 | San Diego,EE. UU.             |                                                          |
| G                                          | 3-0    | Jesus Garza Ortiz       | KO     | 9, (10)         | 22-10-1977 | Ciudad de México,México       |                                                          |
| G                                          | 2-0    | Franklin Suzarra        | TKO    | 2, (4)          | 03-04-1977 | Caracas,Venezuela             |                                                          |
| G                                          | 1-0    | Franklin Suzarra        | TKO    | 1, (4)          | 30-01-1977 | Caracas,Venezuela             | Debut Profesional                                        |